# ممدوح بن سعود بن ثنيان
الأمير ممدوح بن سعود بن ثنيان آل سعود، الرئيس التنفيذي لمدينة الملك عبد الله للطاقة الذرية والمتجددة من 11 يونيو 2023م، وعضو في مجلس أمناء مجمع الملك عبد العزيز للمكتبات الوقفية؛ وتولى قبلها العديد من المناصب أبرزها تعيينه في منصب رئيس الجامعة الإسلامية بالمدينة المنورة من 3 يوليو 2020م إلى 31 مايو 2023م.
حاصل على شهادة الدكتوراه في الهندسة الكهربائية. بدأ عمله منذ عام 1997 في جامعة الملك سعود، وعمل أستاذًا مشاركًا في قسم الهندسة الكهربائية. كما تولى منصب نائب مدير مركز التميز للبحوث في المواد الهندسية ونائب العمادة للشؤون الإدارية والمالية لمعهد التصنيع المتقدم، ثم عُين وكيلاً لجامعة شقراء.

## التعليم
- حاصل على الدكتوراه في الهندسة الكهربائية من جامعة ماكماستر في كندا عام 2007.
- حاصل على الماجستير في الهندسة الكهربائية من جامعة الملك سعود عام 2000.
- حاصل على درجة البكالوريوس في الهندسة الكهربائية من جامعة الملك سعود عام 1996م.[6]

## العمل والخبرات العملية
- الرئيس التنفيذي لمدينة الملك عبد الله للطاقة الذرية والمتجددة من 11 يونيو 2023م.[7]
- رئيس الجامعة الإسلامية في المدينة المنورة من 3 يوليو 2020م إلى 31 مايو 2023م.[8]
- وكيل جامعة شقراء من عام 2017 إلى عام 2020م.[9]
- أستاذ الهندسة الكهربائية المشارك بكلية الهندسة في جامعة الملك سعود عام 2012.
- رئيس مجلس برنامج الماجستير في الطاقة المتجددة في جامعة الملك سعود من عام 2016 إلى عام 2018.
- رئيس مركز تقنيات الطاقة المستدامة في جامعة الملك سعود من عام 2014 إلى عام 2017.
- المشرف على كرسي الشركة السعودية في أمن وموثوقية النظام الكربائي في جامعة الملك سعود من عام 2013 إلى عام 2019.
- مستشار غير متفرغ في معهد أبحاث الطاقة في مدينة الملك عبد العزيز للعلوم والتقنية من عام 2013 إلى عام 2014.
- وكيل معهد التصنيع المتقدم في جامعة الملك سعود من عام 2012 إلى عام 2017.
- نائب رئيس مركز التميز البحثي في المواد الهندسية في جامعة الملك سعود من عام 2009 إلى عام 2012.[6]